# L'alieno (singolo Luca Madonia)
L'alieno è un brano musicale interpretato da Luca Madonia con la partecipazione di Franco Battiato, e presentato al Festival di Sanremo 2011, al quale si è classificato 5º. Il brano è stato successivamente inserito nell'album di Madonia L'alieno.
In occasione della terza serata del festival dedicata ai duetti, Madonia e Battiato si sono esibiti sul palco insieme alla cantautrice Carmen Consoli. Durante il Festival il brano è stato diretto da Peppe Vessicchio.

## Tracce
1. L'alieno – 3:46

## Classifiche
| Paese  | Posizione raggiunta |
| ------ | ------------------- |
| Italia | 20                  |